# 神代岬
神代 岬（かみしろ みさき）は、日本の女性声優。主にアダルトゲームに声をあてている。

## 出演
太字はメインキャラクター。

### アダルトアニメ
- 搾精病棟 THE ANIMATION 第2巻 ～クロカワ編～（2022年、ヤマグチ[1]）
  - 搾精病棟 THE ANIMATION 第3巻 ～ヤマグチ編～（2022年、ヤマグチ[2]）

### アダルトゲーム
2007年
- 君が主で執事が俺で（南斗星、九鬼揚羽）

2009年
- 真剣で私に恋しなさい!（川神百代）
  - 真剣で私に恋しなさい!S（2012年、川神百代）
  - 真剣で私に恋しなさい!A-1/A-2/A-3/A-4/A-5（2013年 - 2016年、川神百代）- 5作品

2012年
- 辻堂さんの純愛ロード（辻堂真琴）
  - 辻堂さんのバージンロード（2013年、辻堂真琴）

2015年
- 相州戦神館學園 万仙陣（クリームヒルト・ヘルヘイム・レーベンシュタイン）
- 機関幕末異聞 ラストキャバリエ（近藤伊佐）

2016年
- ノラと皇女と野良猫ハート（2016年 - 2017年、夕莉シャチ）- 2作品
- 竜騎士 Bloody†Saga（アレーナ＝アルセイフ）

2017年
- 天結いキャッスルマイスター（キスニル・カグリ）
- 真・恋姫†夢想-革命-（2017年 - 2019年）- 3作品
  - 蒼天の覇王（2017年、何進）
  - 孫呉の血脈（2018年、何進）
  - 劉旗の大望（2019年、何進）

- みなとカーニバルFD（辻堂真琴、川神百代）
- 幕末尽忠報国烈士伝 -MIBURO-（芹沢鴨）
- BALDR BRINGER（2017年 - 2018年、イェルド・アピス）- 2作品

2018年
- 未来ラジオと人工鳩（葉月かぐや）
- Deep One -ディープワン-（佑姫カスミ）

2019年
- 和香様の座する世界（べんてん）

2020年
- アマカノ2（2020年 - 2023年、氷見山玲）- 2作品
- Deep One エクストラHシーンエピソード（佑姫カスミ）
- 白昼夢の青写真（波多野凛、オリヴィア・ベリー、桃ノ内すもも）
- 響野さん家はエロゲ屋さん!（速水静乃）

2021年
- 我が姫君に栄冠を（シュカ）
- 搾精病棟〜性格最悪のナースしかいない病院で射精管理生活〜（ヤマグチ）
- 流星ワールドアクター Badge&Dagger（大門寺伊代）

2022年
- 搾精病棟〜邪悪なるお局ナースが潜む病院で調教生活〜（ヤマグチ）
- 搾精病棟〜凶悪なる看護師長が支配する病院の深淵へ潜入捜査〜（ヤマグチ）
- 真・恋姫†英雄譚（2022年 - 2023年）- 3作品
  - 4 〜乙女耀乱☆三国志演義［呉］〜（2022年、何進）
  - 5 ～乙女耀乱☆三国志演義［魏］～（2023年、何進）
  - 外伝 -白月の灯火-（2023年、何進）

- サメと生きる七日間（船堀お姉さん）

2023年
- アマカノ2+（氷見山 玲）

2024年
- 双天†恋姫 -至源の王-（項羽）

2025年
- DeepOne -領界侵犯-（佑姫 カスミ）

### オンラインゲーム
- あいりすミスティリア!R〜少女のつむぐ夢の秘跡〜（2017年、シャロン・オリーヴァ[22]） - 18禁と全年齢版
- UNITIA 神託の使徒×終焉の女神（ラージュリア）

### ドラマCD
2007年
- 君が主で執事が俺で スペシャルドラマCD（南斗星）

2009年
- 真剣で私に恋しなさい!! C77特別版ドラマCD（川神百代）

2015年
- 相州戦神館學園 誅仙陣（クリームヒルト・ヘルヘイム・レーベンシュタイン）

### その他CD
- 川神百代抱き枕カバー＆添い寝CD（2017年、川神百代）

### ラジオ
- 搾精病棟 性格最悪のナースしかいないラジオ（2021年7月、エムズトイボックスチャンネル）

## ディスコグラフィ

### キャラクターソング
| 発売日        | 商品名                                                       | 歌 | 楽曲                               | 備考                                                |
| ------------- | ------------------------------------------------------------ | --- | ---------------------------------- | --------------------------------------------------- |
| 2007年6月22日 | 君が主で執事が俺で CHARACTER SONG VOL.3 [夢チーム] 夢&南斗星 | 南斗星（神代岬） | 「瞳に刻まれた記憶と情熱と」       | PCゲーム『君が主で執事が俺で』関連曲                |
| 2009年8月28日 | まじこいソングCD                                             | 川神百代（神代岬）、川神一子（青山ゆかり）、椎名京（海原エレナ）、黛由紀江（九条信乃）、クリスティアーネ（三咲里奈） | 「愛で斬るなら痛くな〜い！」       | PCゲーム『真剣で私に恋しなさい!』オープニングテーマ |
| 2016年5月1日  | ノラと皇女と野良猫ハート Original Sound Track"Open Heart"    | パトリシア・オブ・エンド（小鳥居夕花）、黒木未知（遥そら）、夕莉シャチ（神代岬）、明日原ユウキ（桐谷華）             | 「野良猫ハート」                   | PCゲーム『ノラと皇女と野良猫ハート』主題歌          |
| 2016年5月1日  | ノラと皇女と野良猫ハート Original Sound Track"Open Heart"    | 夕莉シャチ（神代岬）                                                                                                 | 「野良猫ハート（夕莉シャチVer.）」 | PCゲーム『ノラと皇女と野良猫ハート』関連曲          |
| 2022年3月25日 | アマカノ キャラクターソング Vol.9 氷見山玲                   | 氷見山玲（神代岬）                                                                                                   | 「Cotton candy」 「観覧車」        | PCゲーム『アマカノ2』関連曲                         |

### シリーズ一覧
1. ↑  無印（2016年）、「2」（2017年）
2. ↑  『アマカノ2』（2020年）、『アマカノ2+』（2023年）